# Леоново (Гороховецкий район)
Леоново — деревня в Гороховецком районе Владимирской области России, входит в состав Денисовского сельского поселения.

## География
Деревня расположена в 15 км на северо-восток от центра поселения посёлка Пролетарский и в 20 км на юго-запад от Гороховца.

## История
По переписным книгам 1678 года деревня входила в состав Вознесенского прихода, в ней было двор помещиков, 3 двора задворных людей и 7 дворов крестьянских. 
В XIX — первой четверти XX века деревня входила в состав Красносельской волости Гороховецкого уезда, с 1926 года — в составе Гороховецкой волости Вязниковского уезда. В 1859 году в деревне числилось 29 дворов, в 1905 году — 28 дворов, в 1926 году — 51 дворов.
С 1929 года деревня являлась центром Леоновского сельсовета Гороховецкого района, с 1940 года — в составе Чулковского сельсовета, с 2005 года в составе Денисовского сельского поселения.

## Население
| 1859 | 1905 | 1926 | 2002 | 2010 | 2021 |
| ---- | ---- | ---- | ---- | ---- | ---- |
| 150  | ↗264 | ↘151 | ↘1   | ↗2   | ↗3   |